# Treffurt
Treffurt è una città di 5 874 abitanti della Turingia, in Germania. Appartiene al circondario della Wartburg.

## Storia
Il 1º gennaio 2019 venne aggregato alla città di Treffurt il comune di Ifta.